# Diner (restaurante)

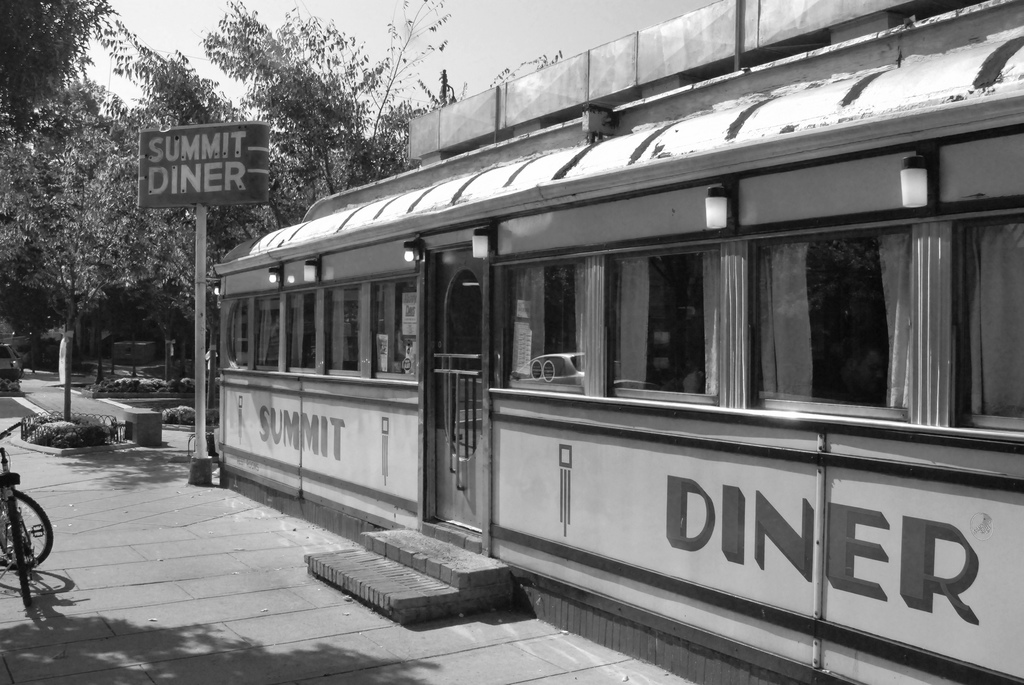
O Summit Diner, em Summit, Nova Jersey, um diner no característico formato de vagão-restaurante, construído em 1938

Um diner é um pequeno restaurante de fast food, comumente encontrado no Nordeste e Centro-Oeste dos Estados Unidos, bem como em outras partes dos EUA, Canadá e partes da Europa Ocidental. Diners oferecem uma grande variedade de alimentos, principalmente da  culinária americana, e tem uma distinta estrutura exterior em formato de vagão de trem, uma atmosfera casual, um longo balcão com bancos de bar onde os clientes comem as suas refeições e horários de funcionamento estendidos. Diners freqüentemente ficam abertos 24 horas por dia, principalmente em cidades com uma cena de bares movimentada ou com fábricas com trabalhadores no turno da noite. Clientes de bares buscando um último local, pós-saideira para socializar-se e alimentar-se bem como trabalhadores por turnos deixando suas fábricas, historicamente foram parte fundamental da base de clientes.
Entre as décadas de 1920 e 1940, diners eram geralmente pré-fabricados (como casas móveis) e entregues até o local do restaurante. Como resultado, muitos dos primeiros diners eram geralmente pequenos e estreitos, porque eles tinham que caber em um vagão de trem ou caminhão para serem entregues para o local de estabelecimento do restaurante. Alguns desses diners se expandiram ao longo dos anos, através de adições à estrutura pré-fabricada, enquanto por sua vez muitos diners contemporâneos são totalmente construídos no local. Diners eram historicamente pequenas empresas operadas pelo proprietário, no entanto, muitos diners são, atualmente operados por cadeias de restaurantes.
Diners normalmente servem comida americana, tais como hambúrgueres, batatas fritas, sanduíches, e outros alimentos simples, de preparo rápido e baixo custo. Boa parte dos alimentos é grelhada, porque os primeiros diners se estabeleceram em torno de um grill. Café é a bebida onipresente em diners, mesmo que ele não seja sempre de alta qualidade. Os diners muitas vezes, servem milk-shakes e sobremesas como tortas, que são geralmente exibidas em uma caixa de vidro. Diners americanos clássicos, muitas vezes, têm uma camada exterior de tapume de aço inoxidável —um recurso exclusivo de sua arquitetura. Em alguns casos, diners compartilham um nostálgico estilo retrô, características também encontradas em alguns drive-ins restaurados e antigas salas de cinema.

## História

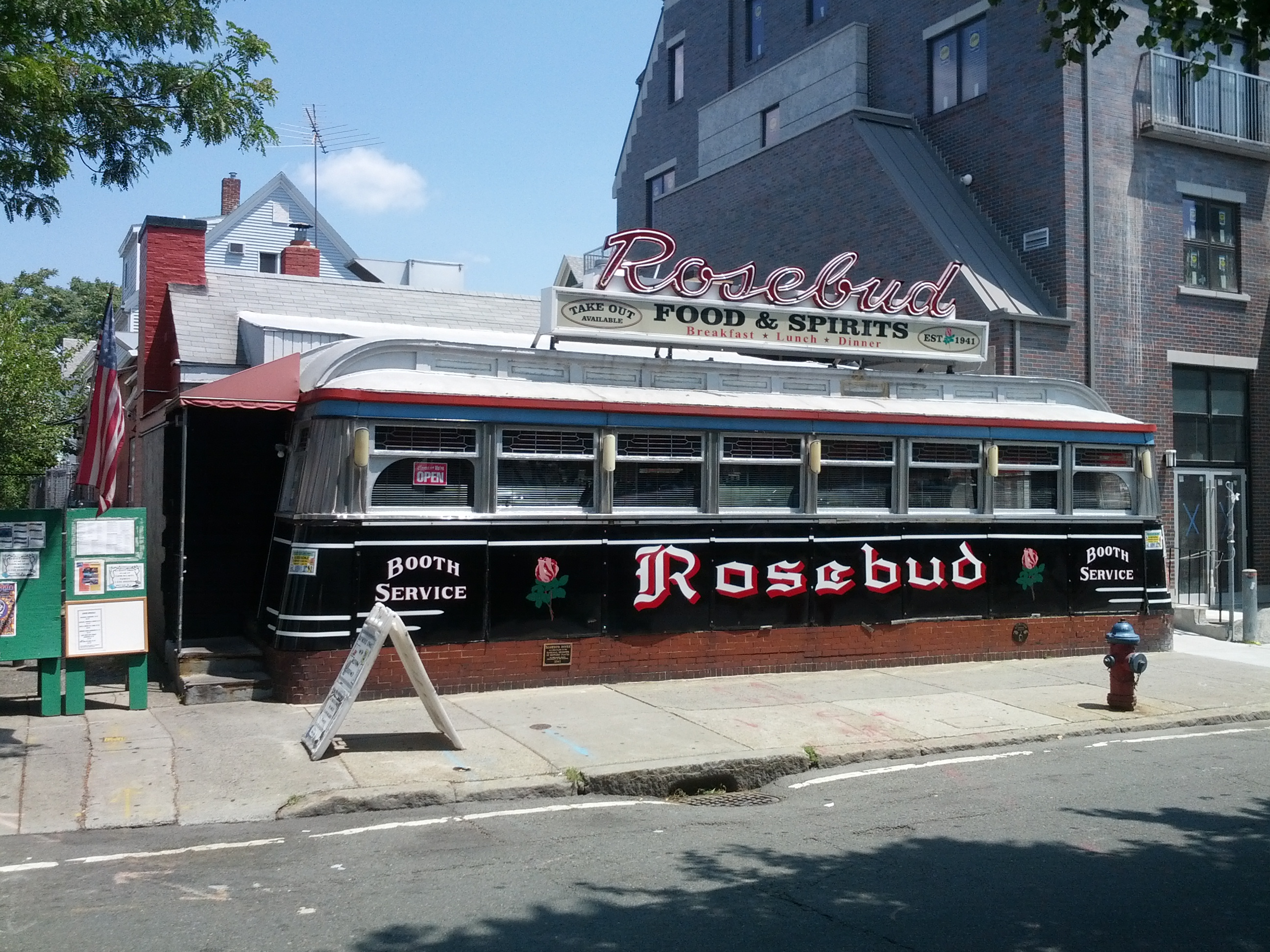
O Rosebud, um vagão restaurante restaurado Worcester #773 de 1941 em Somerville, Massachusetts

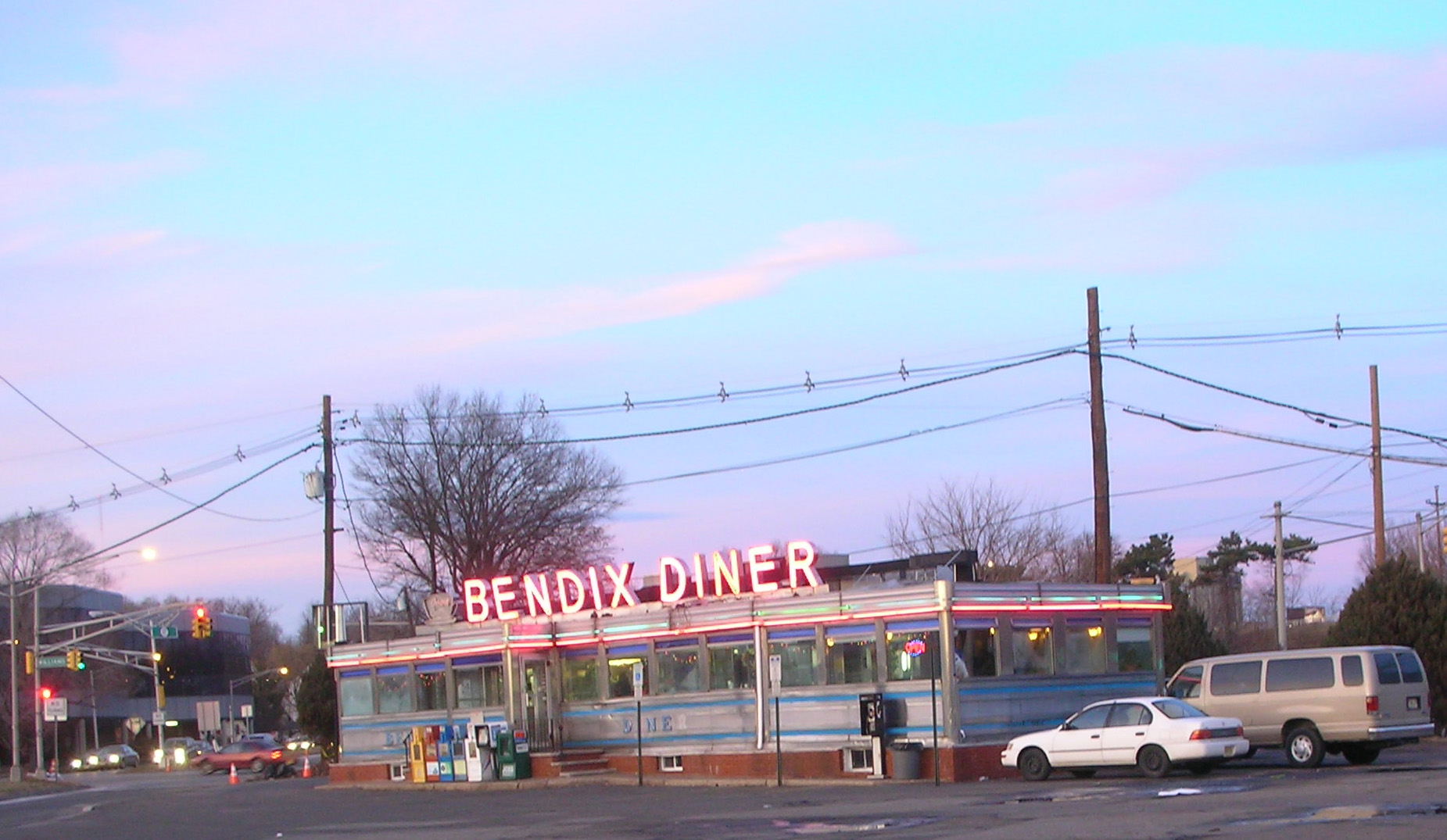
O Bendix Diner em Hasbrouck Heights, Nova Jersey

O primeiro diner foi criado em 1872 por Walter Scott, que vendia refeições numa carruagem puxada por cavalos aos funcionários do Providence Journal, em Providence, Rhode Island. A produção comercial de carros-restaurante começou em Worcester, Massachusetts, em 1887, por Thomas Buckley. Buckley  teve sucesso e se tornou conhecido por seus carros"White House Cafe". Charles Palmer recebeu a primeira patente (1893) para o diner." Ele construiu seus "cafés noturnos requintados (fancy night cafes)" e "vagões de refeições noturnas (night lunch wagons)" na área de Worcester até 1901.

## Diners Sterling Streamliner
Inspirado pelos trens aerodinâmicos, e, especialmente,pelo Burlington Zephyr, Roland Stickney projetou um diner em forma de uma vagão de trem chamado Sterling Streamliner em 1939. Construído pela empresa construtora de vagões J. B. Judkins , que havia construído carrocerias personalizadas, a produção cessou em 1942, no início do envolvimento americano na II Guerra Mundial. Dois Sterling Streamliners permanecem em operação: a Salem Diner em sua localização original em Salem, Massachusetts e o Modern Diner em Pawtucket, Rhode Island.

## Arquitetura
Como uma casa móvel, o diner original é estreito e alongado, e permite seu transporte ferroviário ou rodoviário até o local do restaurante. Na planta de um diner tradicional, um balcão de serviço domina o interior, com uma área de preparação contra a parede dos fundos e bancos fixos para os clientes na frente. Modelos maiores podem ter uma fileira de cabines contra a parede da frente e nas extremidades. A decoração variou ao longo do tempo. Diners da década de 1920–1940 apresentam elementos Art Deco ou Streamline Moderne ou copiam a aparência de vagões-restaurantes ferroviários (embora muito poucos sejam, na verdade, vagões remodelados). Eles apresentam exterior de porcelana esmaltada, alguns com o nome escrito na parte frontal, outros, com faixas de esmalte, outros em flautas. Muitos tinham um teto abaulado. Pisos e azulejos eram comuns. Diners da década de 1950 tendiam a utilizar painéis de aço inoxidável, porcelana esmaltada, blocos de vidro, pisos de ladrilhos, fórmica e luminosos de neon. Diners construídos na década de 2000 têm, geralmente, um tipo diferente de arquitetura; eles são dispostos mais como restaurantes, mantendo alguns aspectos da arquitetura tradicional de diners (aço inoxidável e elementos Art Deco, geralmente) enquanto descarta outros (o tamanho pequeno e a ênfase no balcão).

## Importância cultural
Diners atraem um amplo espectro das populações locais, e, geralmente, são pequenas empresas. A partir de meados do século xx em diante, eles têm sido vistos como tipicamente norte-americanos, refletindo a percepção da diversidade cultural e a natureza igualitária do país em geral. Durante a maior parte do século 20, diners, particularmente no Nordeste, muitas vezes eram de propriedade e operados por famílias de imigrantes greco-americanas. A presença de pratos casuais gregos, como gyros e souvlaki, em vários menus de diners, comprova esta ligação cultural.
Diners freqüentemente ficam abertos 24 horas por dia, especialmente nas cidades, e certa vez foram os estabelecimentos 24 horas mais disseminados dos Estados Unidos, tornando-os uma parte essencial da cultura urbana, ao lado de bares e casas noturnas; estes dois segmentos da cultura urbana noturna, muitas vezes, encontram-se entrelaçados, já que muitos diners obtém uma boa parte do público noturno de pessoas que saem dos bares. Muitos diners também foram historicamente colocados perto de fábricas que funcionavam 24 horas por dia, com trabalhadores no turno da noite, proporcionando uma parte fundamental da base de clientes. Tudo isso significava que os clientes podiam servir como símbolos de solidão e de isolamento.
O icônico quadro de 1942 Nighthawks, de Edward Hopper , retrata um diner e seus ocupantes, tarde da noite. O restaurante na pintura é baseado em um local real, em Greenwich Village, mas foi escolhido, em parte, porque os diners eram fatias anônimas de Americana, o que significa que a cena poderia ter sido pintada em qualquer cidade do país -e também porque um diner era um lugar em que os indivíduos isolados, acordados muito tempo depois de se deitar, seriam, naturalmente, desenhados. A propagação do diner significa que em 1942, foi possível para Hopper conjurar esta instituição em um papel em que, quinze anos antes, ele tinha usado um restaurante automat.